# Cuarteto de Cremona

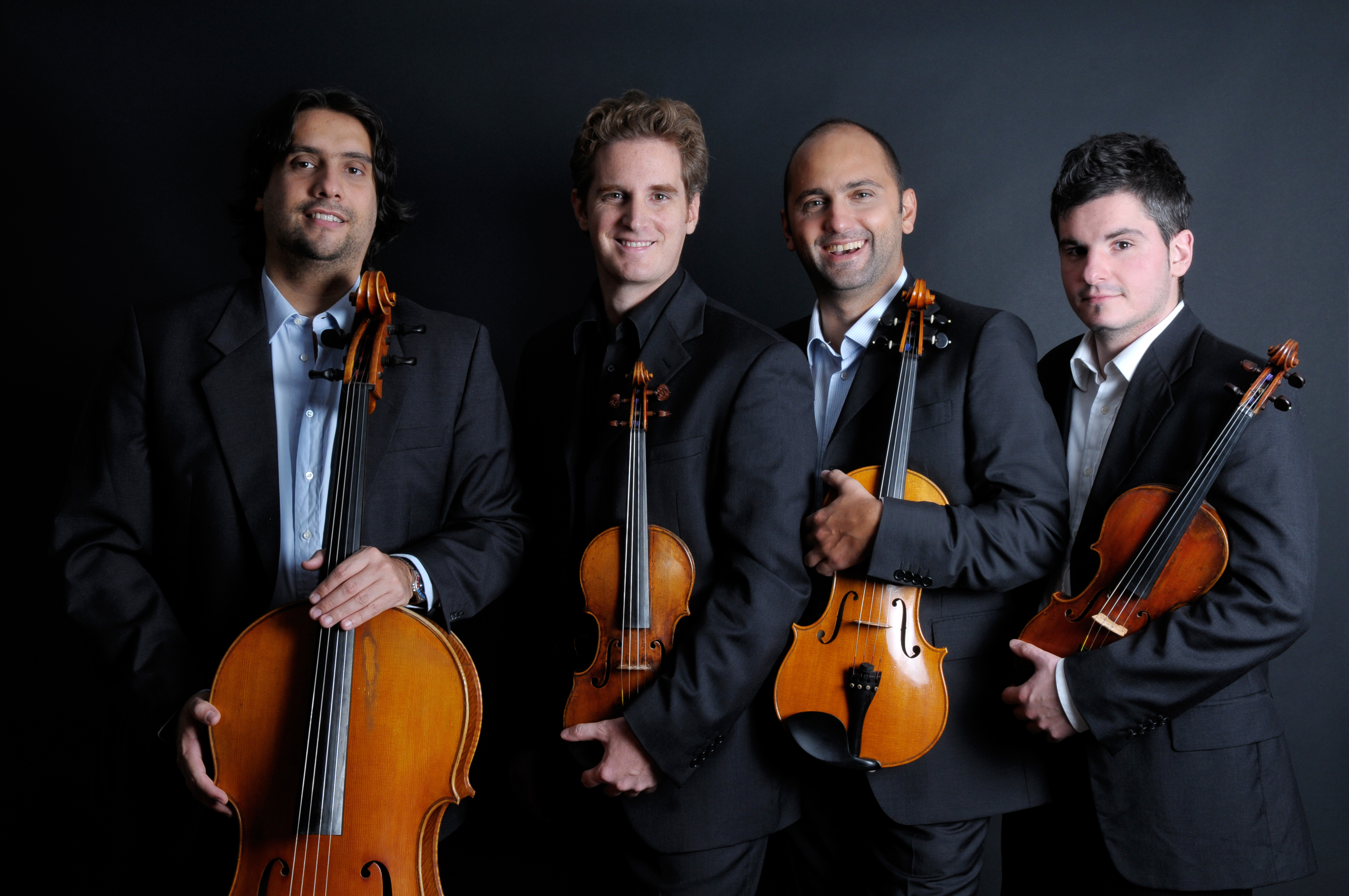
Cuarteto de Cremona

El Cuarteto de Cremona es un célebre cuarteto de cuerdas italiano.

## Trayectoria
El Cuarteto de Cremona nace en el 2000, durante un periodo de estudio en la Academia Stauffer de Cremona con Salvatore Accardo, Bruno Giuranna y Rocco Filippini.
El conjunto se perfecciona con Piero Farulli del Cuarteto Italiano en la Escuela de Música de Fiésole y con Hatto Beyerle del Cuarteto Alban Berg y en breve se afirma como una de las realidades camerísticas más interesantes en la escena internacional.
Se le invita a actuar regularmente en los principales festivales y salas de conciertos de todo el mundo, en Europa, en Sudamérica, Australia y Estados Unidos: Barge Music de New York, en la Casa de Beethoven y el Beethovenfest de Bonn, el Bozar de Bruselas, el Festival de Turku, la Kammermusik Gemeinde de Hannover y el Konzerthaus de Berlín, el Wigmore Hall de Londres, el Perth Festival en Australia.
Desde 2011 es "artista en residencia" en la Sociedad del Cuarteto de Milán para un proyecto de conciertos y de colaboración que culmina en el 2014 con ocasión de los 150 años de la histórica institución, con la ejecución integral de los cuartetos de Beethoven.
Desde el 2012 el conjunto está en residencia también en la Academia de Santa Cecilia en Roma.
En septiembre de 2017 la Nippon Music Foundation, propietaria del c.d. Quartetto Paganini, extraordinario set compuesto por instrumentos construidos de Antonio Stradivarius que han pertenecido al gran virtuoso genovés Niccolò Paganini, ha concedido en uso tales preciosísimos instrumentos al Cuarteto de Cremona. El Cuarteto de Cremona, es el primer cuarteto de cuerdas italiano en conseguir  este reconocimiento, en el que sucede al Cuarteto Hagen que, a su vez, había recibido el testigo, en el 2013, del Cuarteto de Cuerda de Tokio.

## Crítica musical
La prensa especializada internacional subraya las calidades artísticas e interpretativas del Cuarteto de Cremona: la revista inglesa The Strad, a continuación de un concierto en el Wigmore Hall,  describe "el fraseo clásico que cose Mozart a la perfección, como si fuera un vestido de Armani"; en Australia es aclamado como la "gloria del Perth Festival" y el diario Sueddeutsche Zeitung lo define uno de los cuartetos más interesantes de las últimas generaciones.
Emisiones radiotelevisivas de todo el mundo (como la RAI, WDR, BBC, VRT, SDR, ABC) transmiten regularmente los conciertos del QdC en un repertorio que va de las primeras obras de Haydn hasta la música contemporánea: especialmente la colaboración con Fabio Vacchi, Lorenzo Ferrero, Helmuth Lachenmann, o Silvia Colasanti.
En campo discográfico, en el 2011 grabaron para la Decca la integral de los Quartetti de Fabio Vacchi y después la integral de los Cuartetos de Beethoven para la casa discográfica alemana Audite.
El Cuarteto de Cremona ha sido elegido como testimonial para el proyecto "Friends of Stradivari" que los llevará también en los EE.UU..

## Colaboraciones
El Cuarteto de Cremona colabora establemente con colegas de fama internacional como Lawrence Dutton, Antonio Meneses, Lynn Harrell, Bella Davidovich, Ángela Hewitt, Ivo Pogorelich, Lilya Zilberstein, Bruno Giuranna, Andrea Lucchesini, y Pieter Wispelwey.
Relevante es la actividad didáctica ejercida por el QdC por todo el mundo, del otoño 2011 fueron titulares de la cátedra de Cuarteto en la Academia Walter Stauffer de Cremona y del curso de verano "Master4Strings" en Bogliasco, fundado de Simone Gramaglia.

## Componentes
- Cristiano Gualco - violín
- Paolo Andreoli -  violín
- Simone Gramaglia - viola
- Giovanni Scaglione - violonchelo

## Instrumentos
- I Violín (Cristiano Gualco): Antonio Stradivari, “Paganini - Conde Cozio de Salabue”, Cremona, 1727; Giovanni Battista Guadagnini “Cremonensis”, Turín, 1767[5][6] y Nicolò Amati, 1640;
- II Violín (Paolo Andreoli): Antonio Stradivari, “Paganini - Desaint”, Cremona,  c.a. 1680;[7] Carlos Antonio Testore, ca. 1752;
- Viola (Simone Gramaglia): Antonio Stradivari, “Paganini - Mendelssohn“, Cremona, 1731;[8] Gioachino Torazzi, ca. 1680;
- Violonchelo (Giovanni Scaglione): Antonio Stradivari, “Paganini - Ladenburg“, Cremona, ca. 1736;[9] Nicolò Amati, 1712.

Los violines Giovanni Battista Guadagnini y Carlos Antonio Testore, así como la viola Torrazzi y el violoncello Nicolò Amati son amablemente cedidos en uso por el Kutlurfond Peter Eckes, mientras los Antonio Stradivari que forman parte del c.d. Quartetto Paganini son amablemente cedidos en uso de la Nippon Music Foundation.

## Discografía Parcial
- Franz Schubert - Quartetto n. 15 op. 161 - Amadeus, 2004
- Quartetto de Cremona - Portrait - F. J. Haydn Quartetto op. 76 n. 4 - J. Brahms Quartetto op. 51 n. 1 - F. Schubert Quartetto D887 La Muerte y la doncella - 2006
- Lorenzo Ferrero -Tempi di quartetto (integral de los Cuartetos de Ferrero) - Klanglogo, 2013